# XVI. Károly Gusztáv svéd király
XVI. Károly Gusztáv  (svédül: Kung Carl XVI Gustaf av Sverige), teljes neve Carl Gustaf Folke Hubertus (Stockholm, 1946. április 30. –) Svédország királya, aki 1973. szeptember 15-én VI. Gusztáv Adolf svéd királyt, a nagyapját követte a trónon.

## Élete

Királyi Monogramja

Károly Gusztáv herceg 1946. április 30-án született Gusztáv Adolf svéd királyi herceg és Szibilla szász–coburg–gothai hercegnő ötödik, utolsó gyermekeként. Édesapja 1947-ben halt meg, mielőtt trónra léphetett volna. Édesanyja, aki 1972-ben hunyt el, nem érte meg fia trónra lépését. A fiatal herceg nyilvános iskolába járt, gimnazista éveit a Stockholm melletti Sigtunában töltötte. 1966-ban érettségizett le, ezután két évig a hadseregnél szolgált, és körbeutazta a világot. Tanulmányait az Uppsalai Egyetemen folytatta, ahol közgazdaságot, politológiát és történelmet tanult. A herceg azonban nem jeleskedett tanulmányaiban, helyette sokkal szívesebben sportolt: evezett, búvárkodott, horgászott és lovagolt.
Az 1970-es évektől kezdve a trónörökös herceg egyre többet szerepelt a nyilvánosság előtt, például ő vezette a svéd küldöttséget az oszakai világkiállításon, és 1972-ben ő adta át a Nobel-díjakat akkor már beteg nagyapja helyett.
1972-ben, a müncheni olimpián a király megismerkedett Silvia Renate Sommerlathtal, egy német üzletember Brazíliában felnőtt leányával. Az uralkodó beleszeretett, majd 1976. június 19-én feleségül is vette Szilvia svéd királyné néven. A királyi párnak három gyermeke született

### Leszármazottai
| Név                                             | Születés                   | Házastárs        | Házastárs           | Gyermekeik                        | Unokáik |
| ----------------------------------------------- | -------------------------- | ---------------- | ------------------- | --------------------------------- | ------- |
| Viktória koronahercegnő                         | 1977. július 14. (47 éves) | 2010. június 19. | Daniel Westling     | Esztella, Östergötland hercegnője |         |
| Viktória koronahercegnő                         | 1977. július 14. (47 éves) | 2010. június 19. | Daniel Westling     | Oszkár, Skåne hercege             |         |
| Károly Fülöp, Värmland hercege                  | 1979. május 13. (46 éves)  | 2015. június 13. | Sofia Hellqvist     | Sándor, Södermanland hercege      |         |
| Károly Fülöp, Värmland hercege                  | 1979. május 13. (46 éves)  | 2015. június 13. | Sofia Hellqvist     | Gábor, Dalarna hercege            |         |
| Károly Fülöp, Värmland hercege                  | 1979. május 13. (46 éves)  | 2015. június 13. | Sofia Hellqvist     | Julian, Halland hercege           |         |
| Magdolna, Hälsingland és Gästrikland hercegnője | 1982. június 10. (42 éves) | 2013. június 8.  | Christopher O'Neill | Eleonóra, Gotland hercegnője      |         |
| Magdolna, Hälsingland és Gästrikland hercegnője | 1982. június 10. (42 éves) | 2013. június 8.  | Christopher O'Neill | Miklós, Ångermanland hercege      |         |
| Magdolna, Hälsingland és Gästrikland hercegnője | 1982. június 10. (42 éves) | 2013. június 8.  | Christopher O'Neill | Adrienne, Blekinge hercegnője     |         |

1973. szeptember 15-én, huszonhét évesen lépett trónra, és szinte azonnal nagy népszerűségre tett szert népe körében. Névnapja (január 28.) és születésnapja hivatalos ünnep Svédországban. A király 1991-ben hivatalos látogatást tett Magyarországon.